# Cathédrale Saint-Pierre de Vic
Pour les articles homonymes, voir Cathédrale Saint-Pierre.
La cathédrale Saint-Pierre est une cathédrale située dans la ville de Vic, dans la communauté autonome de Catalogne en Espagne.
Par ses différents styles, elle résume une grande partie de l'histoire architecturale européenne, depuis le style roman jusqu'au néo-classicisme, en passant par la gothique et le baroque. Elle est le siège du diocèse de Vic.
Elle a été élevée au rang de basilique mineure depuis 1893.

## Présentation
L'actuelle cathédrale néoclassique a été construite entre 1781 et 1803 par Josep Morato y Codina, pour remplacer un bâtiment du XIe siècle élevé par l'abbé Oliba, évêque de Vic à partir de 1018. Du bâtiment primitif, ne subsistent que la tour-clocher et la crypte.

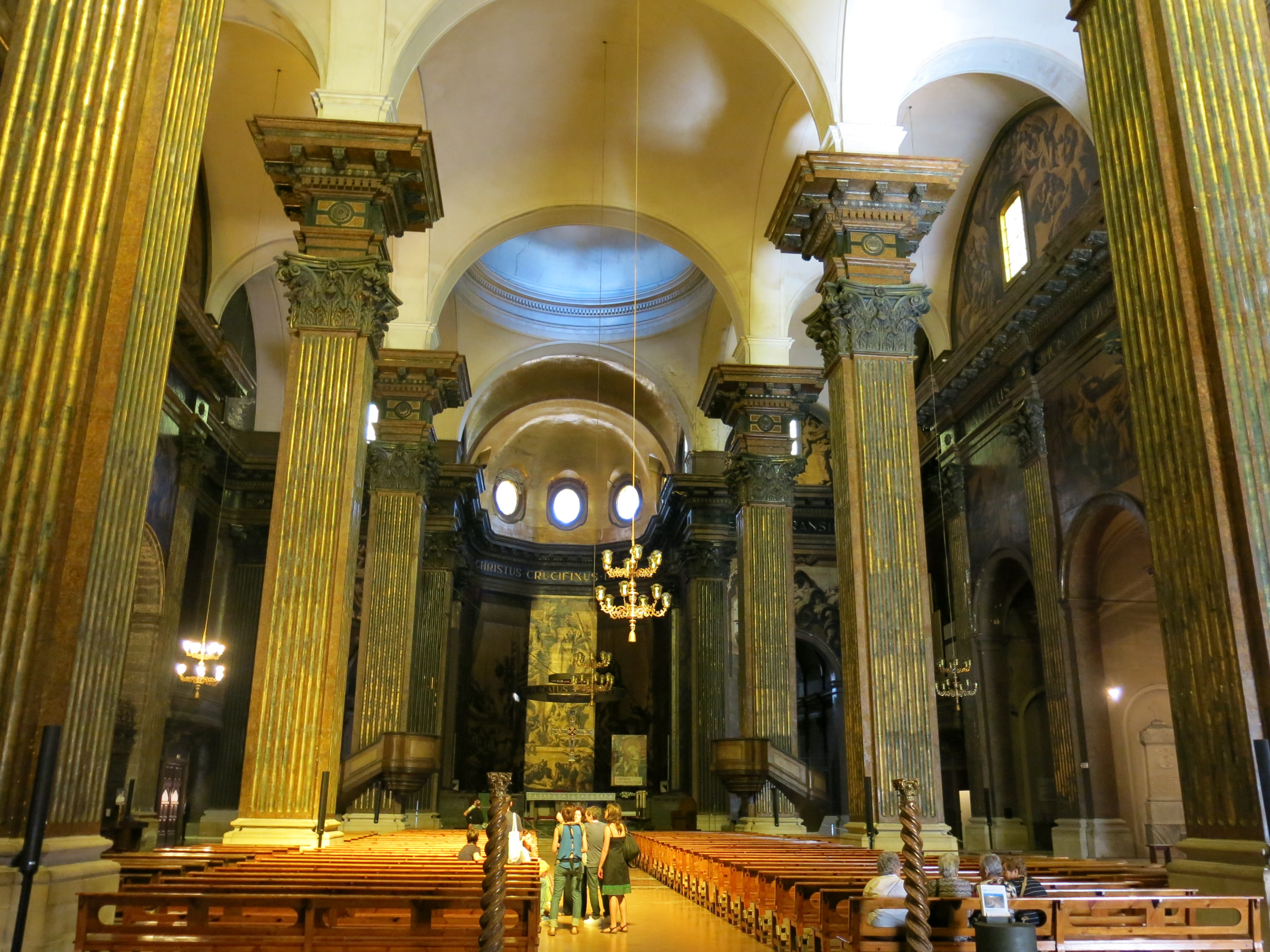
L'intérieur.

L'intérieur de la cathédrale e a été entièrement décoré en 1930 par Josep Maria Sert. L'intérieur de l'édifice a été ravagé par un incendie 6 ans plus tard, pendant la guerre civile, détruisant totalement la décoration des murs. L'artiste reprit son œuvre de décoration de 1939 à 1945 et c'est cette décoration qui est actuellement visible : les scènes gigantesques sur les murs illustrent un programme iconographique complet, depuis le péché originel d'Adam et Ève (dans le transept), jusqu'à la Passion du Christ (dans l'abside), en passant par les évangélistes et le martyre des apôtres (dans la nef). L'emploi appuyé du clair-obscur et du tracé sépia sur fond or produit une singulière impression de relief et accroît la monumentalité de l’œuvre.

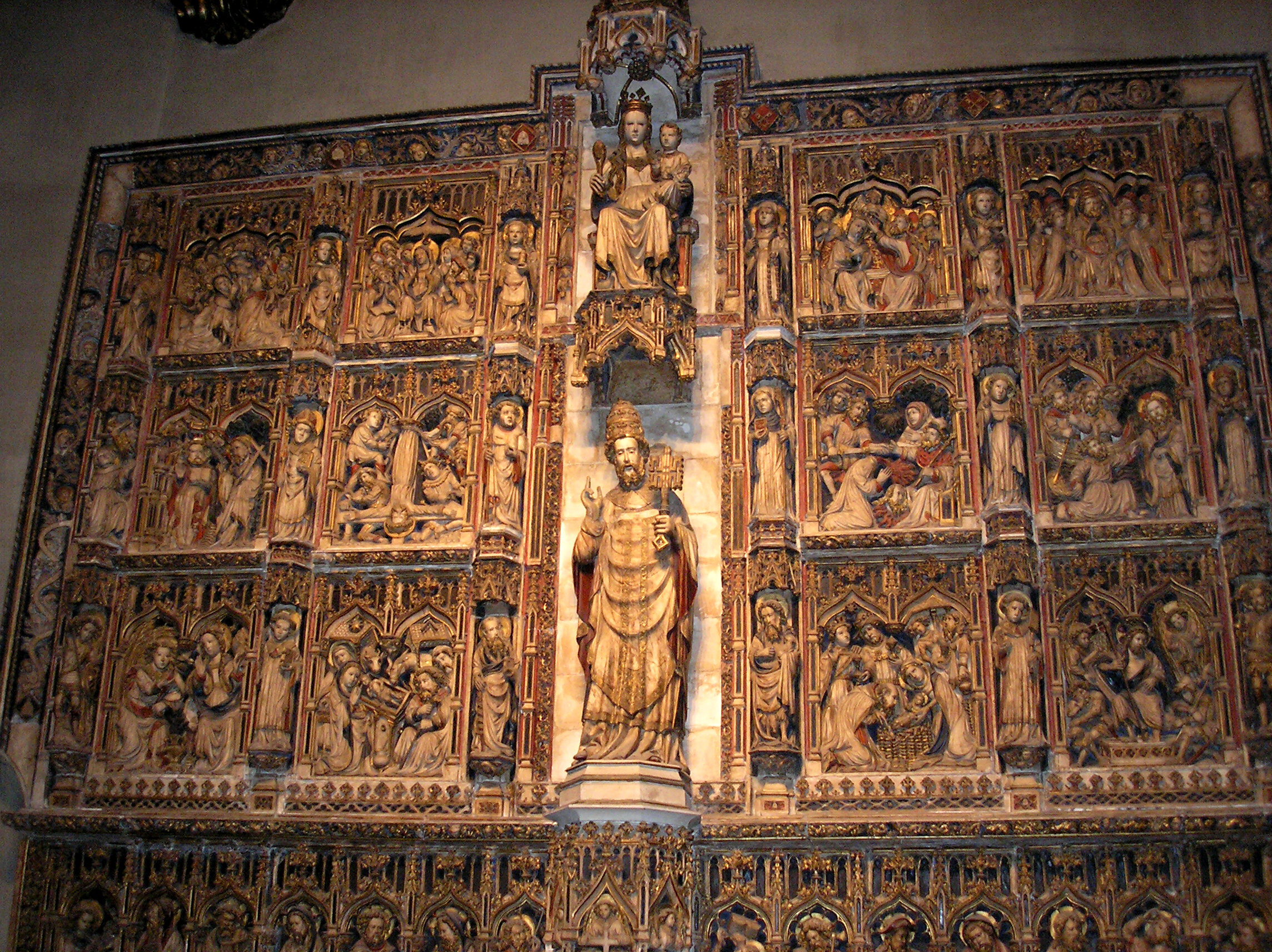
Ancien retable.

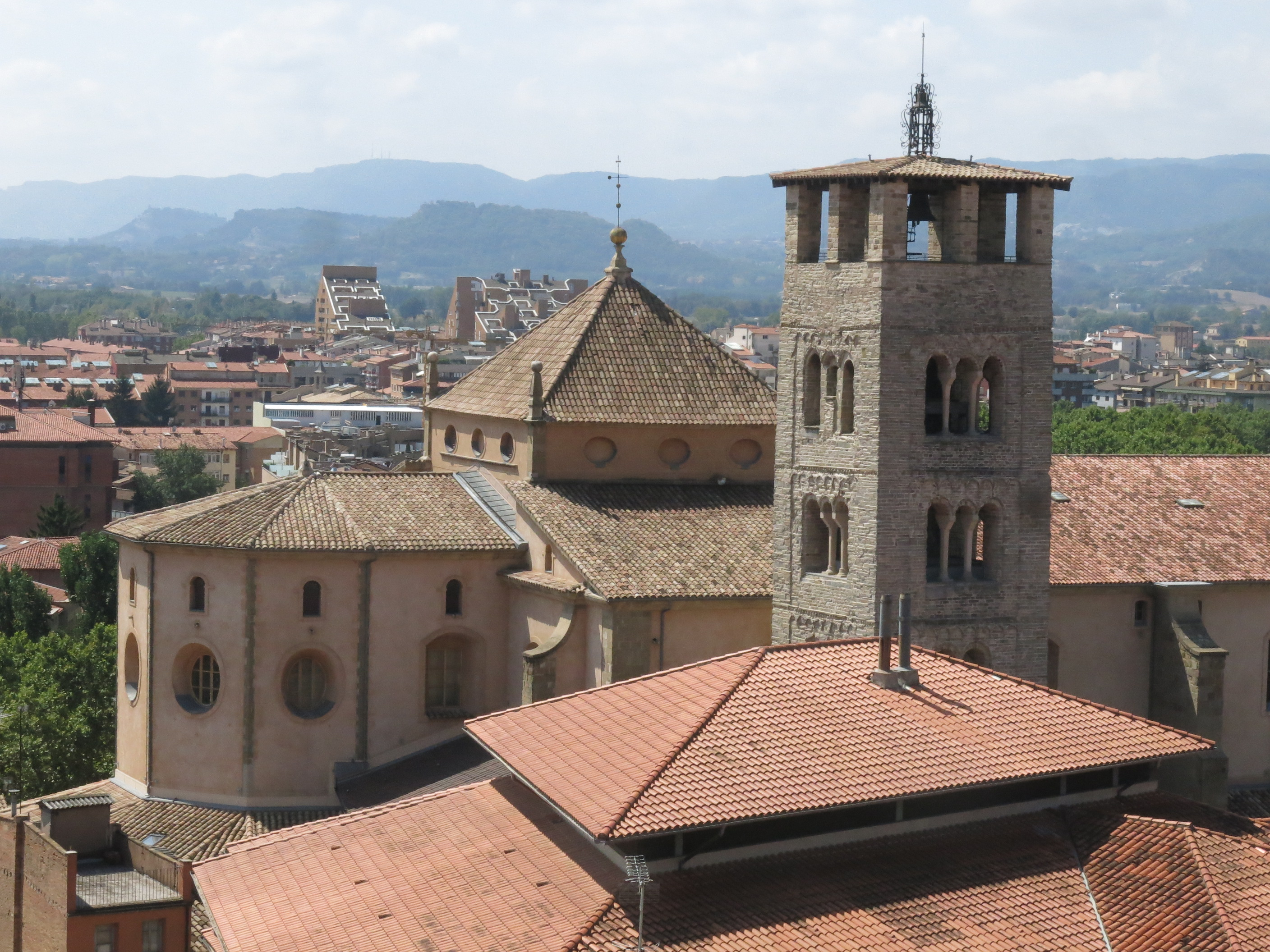
Le chevet et le clocher.

Dans le déambulatoire, se trouve l'ancien retable du maître-autel, du XVe siècle, en albâtre, représentant Saint-Pierre et la Vierge Marie. Dans le fond du chœur, derrière le maître-autel, se trouve, dans une grande loggia, un orgue monumental, (le plus important de Catalogne), construit en 1796 par le facteur d'orgues français Jean-Pierre Cavaillé, doté de 55 jeux répartis sur 4 claviers de 50 notes et un petit pédalier de 27 notes.
En sortant de la cathédrale, on peut admirer un beau cloître, dont les galeries s'ouvrent par de grands arcs datant du XIVe siècle, garnis de beaux remplages gothiques.
Le retable de la cathédrale est une œuvre du sculpteur Pere Oller.

## Source
- (es) Cet article est partiellement ou en totalité issu de l’article de Wikipédia en espagnol intitulé « Catedral de San Pedro de Vich » (voir la liste des auteurs).